# Dan Kolio Gabass
Dan Kolio Gabass (auch: Dankolio Gabas, Dan Kolio Gabbass, Dan Kolio Yamma) ist ein Dorf in der Landgemeinde Gangara in der Region Maradi in Niger.

## Geographie
Das von einem traditionellen Ortsvorsteher (chef traditionnel) geleitete Dorf befindet sich etwa 1200 Meter nördlich der Staatsgrenze zu Nigeria und rund zwölf Kilometer südöstlich des Hauptorts Gangara der gleichnamigen Landgemeinde, die zum Departement Gazaoua in der Region Maradi gehört. Weitere Siedlungen in der Umgebung von Dan Kolio Gabass sind Rogogo im Nordwesten, Bougouzawa und Assaya im Nordosten sowie Birnin Kouka im Osten.
Dan Kolio Gabass ist Teil der Übergangszone zwischen Sahel und Sudan. Die durchschnittliche jährliche Niederschlagsmenge beträgt hier zwischen 400 und 500 mm.

## Bevölkerung
Bei der Volkszählung 2012 hatte Dan Kolio Gabass 1776 Einwohner, die in 240 Haushalten lebten. Bei der Volkszählung 2001 betrug die Einwohnerzahl 1151 in 160 Haushalten und bei der Volkszählung 1988 belief sich die Einwohnerzahl auf 915 in 126 Haushalten.
Die Bevölkerungsdichte in diesem Gebiet ist für nigrische Verhältnisse hoch.

## Wirtschaft und Infrastruktur
Das Gebiet der Ebenen im südlichen Teil der Region Maradi, in dem Dan Kolio Gabass liegt, ist von einer anhaltenden Degradation der ackerbaulichen Flächen gekennzeichnet, die mit der hohen Bevölkerungsdichte in Zusammenhang steht. Im Dorf ist ein Gesundheitszentrum des Typs Centre de Santé Intégré (CSI) vorhanden. Es gibt eine Schule.